# Список министров промышленности России

## Министерство торговли и промышленности Российской империи
Образовано 28 октября 1905 года.
| Имя                                          | Дата вступления в должность | Дата снятия с должности |
| -------------------------------------------- | --------------------------- | ----------------------- |
| Тимирязев, Василий Иванович (1849—1919)      | 28 октября 1905             | 18 февраля 1906         |
| Фёдоров, Михаил Михайлович (1859—1949)       | 18 февраля 1906             | 4 мая 1906              |
| Философов, Дмитрий Александрович (1861—1907) | 27 июля 1906                | 6 декабря 1907          |
| Шипов, Иван Павлович (1865—1919)             | 31 января 1908              | 13 января 1909          |
| Тимирязев, Василий Иванович (1849—1919)      | 14 января 1909              | 5 ноября 1909           |
| Тимашев, Сергей Иванович (1858—1920)         | 5 ноября 1909               | 17 февраля 1915         |
| Шаховской, Всеволод Николаевич (1874—1954)   | 18 февраля 1915             | 28 февраля 1917         |

## Министерство торговли и промышленности Временного правительства России
| Имя                                       | Дата вступления в должность | Дата снятия с должности |
| ----------------------------------------- | --------------------------- | ----------------------- |
| Коновалов, Александр Иванович (1875—1949) | 3 марта 1917                | 2 июля 1917             |
| Прокопович, Сергей Николаевич (1871—1955) | 2 июля 1917                 | 1 сентября 1917         |
| Коновалов, Александр Иванович (1875—1949) | 1 сентября 1917             | 26 октября 1917         |

Ликвидировано 26 октября 1917 года.

## Высший совет народного хозяйства (ВСНХ) РСФСР
Образован 2(15) декабря 1917 года.
| Имя                                               | Дата вступления в должность | Дата снятия с должности |
| ------------------------------------------------- | --------------------------- | ----------------------- |
| Оболенский, Валериан Валерианович (1887—1937)     | 2 декабря 1917              | 18 марта 1918           |
| Милютин, Владимир Павлович, и. о. (1884—1937)     | 23 марта 1918               | 3 апреля 1918           |
| Рыков, Алексей Иванович (1881—1938)               | 4 апреля 1918               | 26 мая 1921             |
| Богданов, Пётр Алексеевич (1882—1938)             | 26 мая 1921                 | 9 мая 1923              |
| Рыков, Алексей Иванович (1881—1938)               | 9 мая 1923                  | 6 июля 1923             |
| Богданов, Пётр Алексеевич (1882—1938)             | 7 июля 1923                 | 23 ноября 1925          |
| Дзержинский, Феликс Эдмундович, и. о. (1877—1926) | 23 ноября 1925              | 4 февраля 1926          |
| Лобов, Семён Семёнович (1888—1937)                | 4 февраля 1926              | 9 июля 1930             |
| Стриевский, Константин Константинович (1885—1938) | 9 июля 1930                 | 5 января 1932           |

5 января 1932 года ликвидирован. На его базе созданы несколько наркоматов.

## Высший совет народного хозяйства (ВСНХ) СССР
Образован 6 июля 1923 года.
| Имя                                               | Дата вступления в должность | Дата снятия с должности |
| ------------------------------------------------- | --------------------------- | ----------------------- |
| Рыков, Алексей Иванович (1881—1938)               | 6 июля 1923                 | 2 февраля 1924          |
| Дзержинский, Феликс Эдмундович (1877—1926)        | 2 февраля 1924              | 20 июля 1926            |
| Куйбышев, Валерьян Владимирович (1888—1935)       | 5 августа 1926              | 10 ноября 1930          |
| Орджоникидзе, Григорий Константинович (1886—1937) | 10 ноября 1930              | 5 января 1932           |

5 января 1932 года разделён на три наркомата — Наркомат тяжёлой промышленности СССР, Наркомат лёгкой промышленности СССР и Наркомат лесной промышленности СССР.
Вновь был образован 13 марта 1963 года.
| Имя                                      | Дата вступления в должность | Дата снятия с должности |
| ---------------------------------------- | --------------------------- | ----------------------- |
| Устинов, Дмитрий Фёдорович (1908—1984)   | 13 марта 1963               | 23 марта 1965           |
| Новиков, Владимир Николаевич (1907—2000) | 23 марта 1965               | 2 октября 1965          |

Упразднён 2 октября 1965 года.

## Промышленные наркоматы СССР (1932—1946)

### Народный комиссариат тяжёлой промышленности СССР
Образован 5 января 1932 года из ВСНХ СССР. 8 декабря 1936 года из него выделен Наркомат оборонной промышленности СССР, 22 августа 1937 года — Наркомат машиностроения СССР.
| Имя                                               | Дата вступления в должность | Дата снятия с должности |
| ------------------------------------------------- | --------------------------- | ----------------------- |
| Орджоникидзе, Григорий Константинович (1886—1937) | 5 января 1932               | 18 февраля 1937         |
| Межлаук, Валерий Иванович (1893—1938)             | 25 февраля 1937             | 22 августа 1937         |
| Каганович, Лазарь Моисеевич (1893—1991)           | 22 августа 1937             | 24 января 1939          |

24 января 1939 года разделён на шесть наркоматов — Наркомат топливной промышленности СССР, Наркомат чёрной металлургии СССР, Наркомат цветной металлургии СССР, Наркомат электростанций и электропромышленности СССР, Наркомат химической промышленности СССР и Наркомат промышленности строительных материалов СССР.

### Народный комиссариат машиностроения СССР
Образован 22 августа 1937 года из Наркомата тяжёлой промышленности СССР.
| Имя                                           | Дата вступления в должность       | Дата снятия с должности       |
| --------------------------------------------- | --------------------------------- | ----------------------------- |
| Межлаук, Валерий Иванович (1893—1938)         | 23 августа 1937                   | 17 октября 1937               |
| Брускин, Александр Давидович (1897—1939)      | 17 октября 1937                   | 29 июня 1938                  |
| Давыдов, Михаил Аркадьевич, и. о. (1899—1941) | 29 июня 1938                      | 16 июля 1938                  |
| Львов, Виктор Константинович (1898—1976)      | и. о. 16 июля 1938 7 августа 1938 | 7 августа 1938 5 февраля 1939 |

5 февраля 1939 года разделён на три наркомата — Наркомат тяжёлого машиностроения СССР, Наркомат среднего машиностроения СССР и Наркомат общего машиностроения СССР.

### Народный комиссариат тяжёлого машиностроения СССР
Образован 5 февраля 1939 года при разделении Наркомата машиностроения СССР.
| Имя                                         | Дата вступления в должность | Дата снятия с должности |
| ------------------------------------------- | --------------------------- | ----------------------- |
| Малышев, Вячеслав Александрович (1902—1957) | 5 февраля 1939              | 17 апреля 1940          |
| Ефремов, Александр Илларионович (1904—1951) | 17 апреля 1940              | 5 июня 1941             |
| Казаков, Николай Степанович (1900—1970)     | 6 июня 1941                 | 15 марта 1946           |

15 марта 1946 года преобразован в одноимённое министерство.

### Народный комиссариат станкостроения СССР
Образован 5 июня 1941 года.
| Имя                                         | Дата вступления в должность | Дата снятия с должности |
| ------------------------------------------- | --------------------------- | ----------------------- |
| Ефремов, Александр Илларионович (1904—1951) | 5 июня 1941                 | 14 ноября 1941          |

14 ноября 1941 года на время войны слит с Наркоматом танковой промышленности СССР (Постановление ГКО № 899-сс).
Восстановлен 21 февраля 1942 года.
| Имя                                         | Дата вступления в должность | Дата снятия с должности |
| ------------------------------------------- | --------------------------- | ----------------------- |
| Ефремов, Александр Илларионович (1904—1951) | 21 февраля 1942             | 15 марта 1946           |

15 марта 1946 года преобразован в одноимённое министерство.

### Народный комиссариат промышленного и дорожного машиностроения СССР
Образован 17 февраля 1946 года.
| Имя                                        | Дата вступления в должность | Дата снятия с должности |
| ------------------------------------------ | --------------------------- | ----------------------- |
| Соколов, Константин Михайлович (1903—1983) | 17 февраля 1946             | 15 марта 1946           |

15 марта 1946 года преобразован в одноимённое министерство.

### Народный комиссариат среднего машиностроения СССР
Образован 5 февраля 1939 года при разделении Наркомата машиностроения СССР.
| Имя                                         | Дата вступления в должность | Дата снятия с должности |
| ------------------------------------------- | --------------------------- | ----------------------- |
| Лихачёв, Иван Алексеевич (1896—1956)        | 5 февраля 1939              | 2 октября 1940          |
| Малышев, Вячеслав Александрович (1902—1957) | 2 октября 1940              | 11 сентября 1941        |
| Акопов, Степан Акопович (1899—1958)         | 11 сентября 1941            | 17 февраля 1946         |

17 февраля 1946 года преобразован в Наркомат автомобильной промышленности СССР.

### Народный комиссариат автомобильной промышленности СССР
Образован 17 февраля 1946 года на базе Наркомата среднего машиностроения СССР.
| Имя                                 | Дата вступления в должность | Дата снятия с должности |
| ----------------------------------- | --------------------------- | ----------------------- |
| Акопов, Степан Акопович (1899—1958) | 17 февраля 1946             | 15 марта 1946           |

15 марта 1946 года преобразован в одноимённое министерство.

### Народный комиссариат общего машиностроения СССР
Образован 5 февраля 1939 года при разделении Наркомата машиностроения СССР.
| Имя                               | Дата вступления в должность | Дата снятия с должности |
| --------------------------------- | --------------------------- | ----------------------- |
| Паршин, Пётр Иванович (1899—1970) | 5 февраля 1939              | 26 ноября 1941          |

26 ноября 1941 года преобразован в Наркомат миномётного вооружения СССР.

### Народный комиссариат миномётного вооружения СССР
Образован 26 ноября 1941 года из Наркомата общего машиностроения СССР.
| Имя                               | Дата вступления в должность | Дата снятия с должности |
| --------------------------------- | --------------------------- | ----------------------- |
| Паршин, Пётр Иванович (1899—1970) | 26 ноября 1941              | 17 февраля 1946         |

17 февраля 1946 года преобразован в Наркомат машиностроения и приборостроения СССР.

### Народный комиссариат машиностроения и приборостроения СССР
Образован 17 февраля 1946 года на базе Наркомата миномётного вооружения СССР.
| Имя                               | Дата вступления в должность | Дата снятия с должности |
| --------------------------------- | --------------------------- | ----------------------- |
| Паршин, Пётр Иванович (1899—1970) | 17 февраля 1946             | 15 марта 1946           |

15 марта 1946 года преобразован в одноимённое министерство.

### Народный комиссариат оборонной промышленности СССР
Наркомат оборонной промышленности образован 8 декабря 1936 года из Наркомата тяжёлой промышленности СССР.
| Имя                                     | Дата вступления в должность | Дата снятия с должности |
| --------------------------------------- | --------------------------- | ----------------------- |
| Рухимович, Моисей Львович (1889—1938)   | 8 декабря 1936              | 15 октября 1937         |
| Каганович, Лазарь Моисеевич (1893—1991) | 15 октября 1937             | 11 января 1939          |

11 января 1939 года разделён на четыре наркомата — Наркомат авиационной промышленности СССР, Наркомат судостроительной промышленности СССР, Наркомат вооружения СССР и Наркомат боеприпасов СССР.

### Народный комиссариат вооружения СССР
Образован 11 января 1939 года при разделении Наркомата оборонной промышленности СССР.
| Имя                                    | Дата вступления в должность | Дата снятия с должности |
| -------------------------------------- | --------------------------- | ----------------------- |
| Ванников, Борис Львович (1897—1962)    | 11 января 1939              | 7 июня 1941             |
| Устинов, Дмитрий Фёдорович (1908—1984) | 7 июня 1941                 | 15 марта 1946           |

15 марта 1946 преобразован в Министерство вооружения СССР.

### Народный комиссариат авиационной промышленности СССР
Образован 11 января 1939 года из Наркомата оборонной промышленности СССР.
| Имя                                     | Дата вступления в должность | Дата снятия с должности |
| --------------------------------------- | --------------------------- | ----------------------- |
| Каганович, Лазарь Моисеевич (1893—1991) | 11 января 1939              | 10 января 1940          |
| Шахурин, Алексей Иванович (1904—1975)   | 10 января 1940              | 5 января 1946           |
| Хруничев, Михаил Васильевич (1901—1961) | 5 января 1946               | 15 марта 1946           |

15 марта 1946 года преобразован в одноимённое министерство.

### Народный комиссариат судостроительной промышленности СССР
Образован 11 января 1939 года из Наркомата оборонной промышленности СССР.
| Имя                                  | Дата вступления в должность | Дата снятия с должности |
| ------------------------------------ | --------------------------- | ----------------------- |
| Тевосян, Иван Фёдорович (1902—1958)  | 11 января 1939              | 17 марта 1940           |
| Носенко, Иван Исидорович (1902—1956) | 17 марта 1940               | 15 марта 1946           |

15 марта 1946 года преобразован в одноимённое министерство.

### Народный комиссариат боеприпасов СССР
Образован 11 января 1939 года из Наркомата оборонной промышленности СССР.
| Имя                                    | Дата вступления в должность | Дата снятия с должности |
| -------------------------------------- | --------------------------- | ----------------------- |
| Сергеев, Иван Павлович (1897—1942)     | 11 января 1939              | 3 марта 1941            |
| Горемыкин, Пётр Николаевич (1902—1976) | 3 марта 1941                | 16 февраля 1942         |
| Ванников, Борис Львович (1897—1962)    | 16 февраля 1942             | 7 января 1946           |

Упразднён 7 января 1946 года. На его базе создан Наркомат сельскохозяйственного машиностроения СССР

### Народный комиссариат сельскохозяйственного машиностроения СССР
Образован 7 января 1946 года на базе предприятий Наркомата боеприпасов СССР и сельскохозяйственных машиностроительных предприятий других наркоматов.
| Имя                                 | Дата вступления в должность | Дата снятия с должности |
| ----------------------------------- | --------------------------- | ----------------------- |
| Ванников, Борис Львович (1897—1962) | 7 января 1946               | 15 марта 1946           |

15 марта 1946 года преобразован в одноимённое министерство.

### Народный комиссариат танковой промышленности СССР
Образован 11 сентября 1941 года.
| Имя                                         | Дата вступления в должность | Дата снятия с должности |
| ------------------------------------------- | --------------------------- | ----------------------- |
| Малышев, Вячеслав Александрович (1902—1957) | 11 сентября 1941            | 14 июля 1942            |
| Зальцман, Исаак Моисеевич (1905—1988)       | 14 июля 1942                | 28 июня 1943            |
| Малышев, Вячеслав Александрович (1902—1957) | 28 июня 1943                | 14 октября 1945         |

Ликвидирован 14 октября 1946 года. На его базе образован Наркомат транспортного машиностроения СССР.

### Народный комиссариат транспортного машиностроения СССР
Образован 14 октября 1945 года на базе Наркомата танковой промышленности СССР.
| Имя                                         | Дата вступления в должность | Дата снятия с должности |
| ------------------------------------------- | --------------------------- | ----------------------- |
| Малышев, Вячеслав Александрович (1902—1957) | 14 октября 1945             | 15 марта 1946           |

15 марта 1946 года преобразован в одноимённое министерство.

### Народный комиссариат чёрной металлургии СССР
Образован 24 января 1939 года из Наркомата тяжёлой промышленности СССР.
| Имя                                       | Дата вступления в должность | Дата снятия с должности |
| ----------------------------------------- | --------------------------- | ----------------------- |
| Меркулов, Фёдор Александрович (1900—1956) | 24 января 1939              | 17 мая 1940             |
| Тевосян, Иван Фёдорович (1902—1958)       | 17 мая 1940                 | 15 марта 1946           |

15 марта 1946 года преобразован в одноимённое министерство.

### Народный комиссариат цветной металлургии СССР
Образован 24 января 1939 года из Наркомата тяжёлой промышленности СССР.
| Имя                                        | Дата вступления в должность | Дата снятия с должности |
| ------------------------------------------ | --------------------------- | ----------------------- |
| Самохвалов, Александр Иванович (1902—1956) | 24 января 1939              | 9 июля 1940             |
| Ломако, Пётр Фадеевич (1904—1990)          | 9 июля 1940                 | 15 марта 1946           |

15 марта 1946 года преобразован в одноимённое министерство.

### Народный комиссариат топливной промышленности СССР
Образован 24 января 1939 года из Наркомата тяжёлой промышленности СССР.
| Имя                                     | Дата вступления в должность | Дата снятия с должности |
| --------------------------------------- | --------------------------- | ----------------------- |
| Каганович, Лазарь Моисеевич (1893—1991) | 24 января 1939              | 12 октября 1939         |

12 октября 1939 года разделён на два наркомата — Наркомат нефтяной промышленности СССР и Наркомат угольной промышленности СССР.

### Народный комиссариат нефтяной промышленности СССР
Образован 12 октября 1939 года из Наркомата топливной промышленности СССР.
| Имя                                          | Дата вступления в должность | Дата снятия с должности |
| -------------------------------------------- | --------------------------- | ----------------------- |
| Каганович, Лазарь Моисеевич (1893—1991)      | 12 октября 1939             | 3 июля 1940             |
| Седин, Иван Корнеевич (1906—1972)            | 3 июля 1940                 | 30 ноября 1944          |
| Байбаков, Николай Константинович (1911—2008) | 30 ноября 1944              | 4 марта 1946            |

4 марта 1946 года разделён на два наркомата — Наркомат нефтяной промышленности восточных районов СССР и Наркомат нефтяной промышленности южных и западных районов СССР.

### Народный комиссариат нефтяной промышленности восточных районов СССР
Образован 4 марта 1946 года при разделении Наркомата нефтяной промышленности СССР.
| Имя                                      | Дата вступления в должность | Дата снятия с должности |
| ---------------------------------------- | --------------------------- | ----------------------- |
| Евсеенко, Михаил Андрианович (1908—1985) | 4 марта 1946                | 15 марта 1946           |

15 марта 1946 года преобразован в одноимённое министерство.

### Народный комиссариат нефтяной промышленности южных и западных районов СССР
Образован 4 марта 1946 года при разделении Наркомата нефтяной промышленности СССР.
| Имя                                          | Дата вступления в должность | Дата снятия с должности |
| -------------------------------------------- | --------------------------- | ----------------------- |
| Байбаков, Николай Константинович (1911—2008) | 4 марта 1946                | 15 марта 1946           |

15 марта 1946 года преобразован в одноимённое министерство.

### Народный комиссариат угольной промышленности СССР
Образован 12 октября 1939 года при разделении Наркомата топливной промышленности СССР.
| Имя                                      | Дата вступления в должность | Дата снятия с должности |
| ---------------------------------------- | --------------------------- | ----------------------- |
| Вахрушев, Василий Васильевич (1902—1947) | 12 октября 1939             | 19 января 1946          |

19 января 1946 года разделён на два наркомата — Наркомат угольной промышленности западных районов СССР и Наркомат угольной промышленности восточных районов СССР.

### Народный комиссариат угольной промышленности восточных районов СССР
Образован 19 января 1946 года из Наркомата угольной промышленности СССР.
| Имя                                      | Дата вступления в должность | Дата снятия с должности |
| ---------------------------------------- | --------------------------- | ----------------------- |
| Вахрушев, Василий Васильевич (1902—1947) | 19 января 1946              | 15 марта 1946           |

15 марта 1946 года преобразован в одноимённое министерство.

### Народный комиссариат угольной промышленности западных районов СССР
Образован 19 января 1946 года из Наркомата угольной промышленности СССР.
| Имя                                    | Дата вступления в должность | Дата снятия с должности |
| -------------------------------------- | --------------------------- | ----------------------- |
| Оника, Дмитрий Григорьевич (1910—1968) | 19 января 1946              | 15 марта 1946           |

15 марта 1946 года преобразован в одноимённое министерство.

### Народный комиссариат электростанций и электропромышленности СССР
Образован 24 января 1939 года из Наркомата тяжёлой промышленности СССР.
| Имя                                     | Дата вступления в должность | Дата снятия с должности |
| --------------------------------------- | --------------------------- | ----------------------- |
| Первухин, Михаил Георгиевич (1904—1978) | 24 января 1939              | 17 апреля 1940          |

17 апреля 1940 года разделён на два наркомата — Наркомат электропромышленности СССР и Наркомат электростанций СССР.

### Народный комиссариат электропромышленности СССР
Образован 17 апреля 1940 года из Наркомата электростанций и электропромышленности СССР.
| Имя                                       | Дата вступления в должность | Дата снятия с должности |
| ----------------------------------------- | --------------------------- | ----------------------- |
| Богатырёв, Василий Васильевич (1899—1968) | 17 апреля 1940              | 21 августа 1941         |
| Кабанов, Иван Григорьевич (1898—1972)     | 21 августа 1941             | 15 марта 1946           |

15 марта 1946 года преобразован в одноимённое министерство.

### Народный комиссариат химической промышленности СССР
Образован 24 января 1939 года из Наркомата тяжёлой промышленности СССР.
| Имя                                     | Дата вступления в должность | Дата снятия с должности |
| --------------------------------------- | --------------------------- | ----------------------- |
| Денисов, Михаил Фёдорович (1902—1973)   | 24 января 1939              | 26 февраля 1942         |
| Первухин, Михаил Георгиевич (1904—1978) | 26 февраля 1942             | 15 марта 1946           |

15 марта 1946 года преобразован в одноимённое министерство.

### Народный комиссариат резиновой промышленности СССР
Образован 28 марта 1941 года на базе предприятий по производству каучука, резины, шин и асбеста Наркомата химической промышленности СССР.
| Имя                                   | Дата вступления в должность | Дата снятия с должности |
| ------------------------------------- | --------------------------- | ----------------------- |
| Митрохин, Тихон Борисович (1902—1980) | 28 марта 1941               | 15 марта 1946           |

15 марта 1946 года преобразован в одноимённое министерство.

### Народный комиссариат лесной промышленности СССР
Образован 5 января 1932 года из ВСНХ СССР. 27 апреля 1940 года из него выделен Наркомат целлюлозной и бумажной промышленности СССР.
| Имя                                   | Дата вступления в должность         | Дата снятия с должности       |
| ------------------------------------- | ----------------------------------- | ----------------------------- |
| Лобов, Семён Семёнович (1888—1937)    | 5 января 1932                       | 1 октября 1936                |
| Иванов, Владимир Иванович (1893—1938) | 1 октября 1936                      | 31 октября 1937               |
| Рыжов, Михаил Иванович (1889—1939)    | 29 декабря 1937                     | 29 октября 1938               |
| Анцелович, Наум Маркович (1888—1952)  | 29 октября 1938                     | 27 апреля 1940                |
| Сергеев, Фёдор Васильевич (1908—1941) | 27 апреля 1940                      | 8 ноября 1941                 |
| Салтыков, Михаил Иванович (1906—1975) | и. о. 8 ноября 1941 19 августа 1942 | 19 августа 1942 15 марта 1946 |

15 марта 1946 года преобразован в одноимённое министерство.

### Народный комиссариат целлюлозной и бумажной промышленности СССР
Образован 27 апреля 1940 года выделением из Наркомата лесной промышленности СССР.
| Имя                                       | Дата вступления в должность | Дата снятия с должности |
| ----------------------------------------- | --------------------------- | ----------------------- |
| Чеботарёв, Николай Николаевич (1903—1964) | 27 апреля 1940              | 24 мая 1944             |
| Орлов, Георгий Михайлович (1903—1991)     | 24 мая 1944                 | 15 марта 1946           |

15 марта 1946 года преобразован в одноимённое министерство.

## Промышленные министерства СССР (1946—1991)

### Министерство тяжёлого машиностроения СССР
Образовано 15 марта 1946 года из одноимённого наркомата.
| Имя                                     | Дата вступления в должность | Дата снятия с должности |
| --------------------------------------- | --------------------------- | ----------------------- |
| Казаков, Николай Степанович (1900—1970) | 19 марта 1946               | 5 марта 1953            |

5 марта 1953 года объединено с Министерством транспортного машиностроения СССР, Министерством судостроительной промышленности СССР, Министерством строительного и дорожного машиностроения СССР в одно — Министерство транспортного и тяжёлого машиностроения СССР.
Вновь образовано 19 апреля 1954 года при разделении Министерства транспортного и тяжёлого машиностроения СССР.
| Имя                                        | Дата вступления в должность | Дата снятия с должности |
| ------------------------------------------ | --------------------------- | ----------------------- |
| Казаков, Николай Степанович (1900—1970)    | 19 апреля 1954              | 18 июля 1955            |
| Петухов, Константин Дмитриевич (1914—1981) | 18 июля 1955                | 10 мая 1957             |

10 мая 1957 года упразднено.

В третий раз образовано 27 июня 1989 года на базе Министерства машиностроения СССР, Министерства химического и нефтяного машиностроения СССР, Министерства тяжёлого, энергетического и транспортного машиностроения СССР и Министерства строительного, дорожного и коммунального машиностроения СССР.
| Имя                                     | Дата вступления в должность | Дата снятия с должности |
| --------------------------------------- | --------------------------- | ----------------------- |
| Величко, Владимир Макарович (род. 1937) | 17 июля 1989                | 1 апреля 1991           |

Упразднено 1 апреля 1991 года.

### Министерство станкостроения СССР
Образовано 15 марта 1946 года из одноимённого наркомата.
| Имя                                         | Дата вступления в должность | Дата снятия с должности |
| ------------------------------------------- | --------------------------- | ----------------------- |
| Ефремов, Александр Илларионович (1904—1951) | 19 марта 1946               | 8 марта 1949            |
| Костоусов, Анатолий Иванович (1906—1985)    | 8 марта 1949                | 5 марта 1953            |

5 марта 1953 года объединено с Министерством автомобильной и тракторной промышленности СССР, Министерством машиностроения и приборостроения СССР и Министерством сельскохозяйственного машиностроения СССР в одно — Министерство машиностроения СССР.

### Министерство транспортного машиностроения СССР
Образовано 15 марта 1946 года из одноимённого наркомата.
| Имя                                         | Дата вступления в должность | Дата снятия с должности |
| ------------------------------------------- | --------------------------- | ----------------------- |
| Малышев, Вячеслав Александрович (1902—1957) | 19 марта 1946               | 29 декабря 1947         |
| Носенко, Иван Исидорович (1902—1956)        | 29 декабря 1947             | 10 января 1950          |
| Максарёв, Юрий Евгеньевич (1903—1982)       | 10 января 1950              | 5 марта 1953            |

5 марта 1953 года объединено с Министерством тяжёлого машиностроения СССР, Министерством судостроительной промышленности СССР, Министерством строительного и дорожного машиностроения СССР в одно — Министерство транспортного и тяжёлого машиностроения СССР.
Вновь образовано 19 апреля 1954 года при разделении Министерства транспортного и тяжёлого машиностроения СССР.
| Имя                                        | Дата вступления в должность | Дата снятия с должности |
| ------------------------------------------ | --------------------------- | ----------------------- |
| Степанов, Сергей Александрович (1903—1976) | 19 апреля 1954              | 10 мая 1957             |

10 мая 1957 года упразднено.

### Министерство транспортного и тяжёлого машиностроения СССР
Образовано 5 марта 1953 года при объединении Министерства транспортного машиностроения СССР, Министерства тяжёлого машиностроения СССР, Министерства судостроительной промышленности СССР, Министерства строительного и дорожного машиностроения СССР.
| Имя                                         | Дата вступления в должность | Дата снятия с должности |
| ------------------------------------------- | --------------------------- | ----------------------- |
| Малышев, Вячеслав Александрович (1902—1957) | 5 марта 1953                | 29 июня 1953            |
| Носенко, Иван Исидорович (1902—1956)        | 29 июня 1953                | 19 апреля 1954          |

19 апреля 1954 года разделено на четыре министерства: Министерство тяжёлого машиностроения СССР, Министерство судостроительной промышленности СССР, Министерство строительного и дорожного машиностроения СССР и Министерство транспортного машиностроения СССР.

### Министерство строительного и дорожного машиностроения СССР
Министерство образовано 15 марта 1946 года из одноимённого наркомата.
| Имя                                        | Дата вступления в должность | Дата снятия с должности |
| ------------------------------------------ | --------------------------- | ----------------------- |
| Соколов, Константин Михайлович (1903—1983) | 19 марта 1946               | 1 июня 1949             |
| Фомин, Семён Яковлевич (1904—1982)         | 1 июня 1949                 | 5 марта 1953            |

5 марта 1953 года объединено с Министерством тяжёлого машиностроения СССР, Министерством судостроительной промышленности СССР, Министерством транспортного машиностроения СССР в одно — Министерство транспортного и тяжёлого машиностроения СССР.
Вновь образовано 19 апреля 1954 года при разделении Министерства транспортного и тяжёлого машиностроения СССР.
| Имя                                    | Дата вступления в должность | Дата снятия с должности |
| -------------------------------------- | --------------------------- | ----------------------- |
| Новосёлов, Ефим Степанович (1906—1990) | 19 апреля 1954              | 10 мая 1957             |

10 мая 1957 года упразднено.

### Министерство строительного, дорожного и коммунального машиностроения СССР
Образовано 2 октября 1965 года.
| Имя                                     | Дата вступления в должность | Дата снятия с должности |
| --------------------------------------- | --------------------------- | ----------------------- |
| Новосёлов, Ефим Степанович (1906—1990)  | 2 октября 1965              | 19 декабря 1980         |
| Чудин, Виталий Иванович (1929—2012)     | 19 декабря 1980             | 2 августа 1985          |
| Варначёв, Евгений Андреевич (1932—2018) | 2 августа 1985              | 27 июня 1989            |

27 июня 1989 года объединено с Министерством машиностроения СССР, Министерством химического и нефтяного машиностроения СССР и Министерством тяжёлого, энергетического и транспортного машиностроения СССР в одно — Министерство тяжёлого машиностроения СССР.

### Министерство тяжёлого и транспортного машиностроения СССР
Образовано 28 мая 1975 года при разделении Министерства тяжёлого, энергетического и транспортного машиностроения СССР.
| Имя                                         | Дата вступления в должность | Дата снятия с должности |
| ------------------------------------------- | --------------------------- | ----------------------- |
| Жигалин, Владимир Фёдорович (1907—1990)     | 28 мая 1975                 | 8 апреля 1983           |
| Афанасьев, Сергей Александрович (1918—2001) | 8 апреля 1983               | 18 июля 1987            |

20 июля 1987 года объединено с Министерством энергетического машиностроения СССР в одно — Министерство тяжёлого, энергетического и транспортного машиностроения СССР.

### Министерство тяжёлого, энергетического и транспортного машиностроения СССР
Образовано 2 октября 1965 года.
| Имя                                     | Дата вступления в должность | Дата снятия с должности |
| --------------------------------------- | --------------------------- | ----------------------- |
| Жигалин, Владимир Фёдорович (1907—1990) | 2 октября 1965              | 28 мая 1975             |

28 мая 1975 года разделено на два министерства — Министерство тяжёлого и транспортного машиностроения СССР и Министерство энергетического машиностроения СССР.
Вновь образовано 20 июля 1987 года при объединении этих министерств.
| Имя                                     | Дата вступления в должность | Дата снятия с должности |
| --------------------------------------- | --------------------------- | ----------------------- |
| Величко, Владимир Макарович (род. 1937) | 20 июля 1987                | 27 июня 1989            |

27 июня 1989 года объединено с Министерством машиностроения СССР, Министерством химического и нефтяного машиностроения СССР и Министерством строительного, дорожного и коммунального машиностроения СССР в одно Министерство тяжёлого машиностроения СССР.

### Министерство автомобильной промышленности СССР
Образовано 15 марта 1946 года из одноимённого наркомата.
| Имя                                 | Дата вступления в должность | Дата снятия с должности |
| ----------------------------------- | --------------------------- | ----------------------- |
| Акопов, Степан Акопович (1899—1958) | 19 марта 1946               | 23 августа 1947         |

23 августа 1947 года преобразовано в Министерство автомобильной и тракторной промышленности СССР.
Вновь образовано 23 июля 1955 года при разделении Министерства автомобильного, тракторного и сельскохозяйственного машиностроения СССР.
| Имя                                   | Дата вступления в должность | Дата снятия с должности |
| ------------------------------------- | --------------------------- | ----------------------- |
| Строкин, Николай Иванович (1906—1972) | 23 июля 1955                | 10 мая 1957             |

10 мая 1957 года упразднено.
В третий раз образовано 2 октября 1965 года.
| Имя                                       | Дата вступления в должность | Дата снятия с должности |
| ----------------------------------------- | --------------------------- | ----------------------- |
| Тарасов, Александр Михайлович (1911—1975) | 2 октября 1965              | 27 июня 1975            |
| Поляков, Виктор Николаевич (1915—2004)    | 17 июля 1975                | 18 октября 1986         |
| Пугин, Николай Андреевич (род. 1940)      | 24 октября 1986             | 2 декабря 1988          |

2 декабря 1988 года объединено с Министерством сельскохозяйственного и тракторного машиностроения СССР в одно — Министерство автомобильного и сельскохозяйственного машиностроения СССР.

### Министерство автомобильной и тракторной промышленности СССР
Образовано 23 августа 1947 года из Министерства автомобильной промышленности СССР.
| Имя                                    | Дата вступления в должность | Дата снятия с должности |
| -------------------------------------- | --------------------------- | ----------------------- |
| Акопов, Степан Акопович (1899—1958)    | 23 августа 1947             | 18 апреля 1950          |
| Хламов, Григорий Сергеевич (1903—1968) | 18 апреля 1950              | 5 марта 1953            |

5 марта 1953 года объединено с Министерством машиностроения и приборостроения СССР, Министерством сельскохозяйственного машиностроения СССР и Министерством станкостроения в одно — Министерство машиностроения СССР.

### Министерство среднего машиностроения СССР
Образовано 26 июня 1953 года на базе 1-го, 3-го Главных управлений при СМ СССР, подчиняющихся Специальному комитету при СМ СССР.
| Имя                                         | Дата вступления в должность | Дата снятия с должности |
| ------------------------------------------- | --------------------------- | ----------------------- |
| Малышев, Вячеслав Александрович (1902—1957) | 29 июня 1953                | 28 февраля 1955         |
| Завенягин, Авраамий Павлович (1901—1956)    | 28 февраля 1955             | 31 декабря 1956         |
| Первухин, Михаил Георгиевич (1904—1978)     | 30 апреля 1957              | 24 июля 1957            |
| Славский, Ефим Павлович (1898—1991)         | 24 июля 1957                | 13 марта 1963           |

13 марта 1963 года преобразовано в Государственный производственный комитет по среднему машиностроению СССР.
Вновь образовано 2 марта 1965 года.
| Имя                                 | Дата вступления в должность | Дата снятия с должности |
| ----------------------------------- | --------------------------- | ----------------------- |
| Славский, Ефим Павлович (1898—1991) | 2 марта 1965                | 21 ноября 1986          |
| Рябев, Лев Дмитриевич (род. 1933)   | 21 ноября 1986              | 27 июня 1989            |

27 июня 1989 года объединено с Министерством атомной энергетики СССР в одно — Министерство атомной энергетики и промышленности СССР.

### Государственный производственный комитет по среднему машиностроению СССР
Образован 13 марта 1963 года на базе Министерства среднего машиностроения СССР.
| Имя                                 | Дата вступления в должность | Дата снятия с должности |
| ----------------------------------- | --------------------------- | ----------------------- |
| Славский, Ефим Павлович (1898—1991) | 13 марта 1963               | 2 марта 1965            |

2 марта 1965 года преобразован в Министерство среднего машиностроения СССР.

### Министерство машиностроения и приборостроения СССР
Образовано 15 марта 1946 года из одноимённого наркомата.
| Имя                               | Дата вступления в должность | Дата снятия с должности |
| --------------------------------- | --------------------------- | ----------------------- |
| Паршин, Пётр Иванович (1899—1970) | 19 марта 1946               | 5 марта 1953            |

5 марта 1953 года объединено с Министерством автомобильной и тракторной промышленности СССР, Министерством сельскохозяйственного машиностроения СССР и Министерством станкостроения СССР в одно — Министерство машиностроения СССР.
Вновь образовано 19 апреля 1954 года при разделении Министерства машиностроения СССР.
| Имя                               | Дата вступления в должность | Дата снятия с должности |
| --------------------------------- | --------------------------- | ----------------------- |
| Паршин, Пётр Иванович (1899—1970) | 19 апреля 1954              | 21 января 1956          |

21 января 1956 года разделено на два — Министерство приборостроения и средств автоматизации СССР, Министерство машиностроения СССР.

### Министерство общего машиностроения СССР
Образовано 2 апреля 1955 года.
| Имя                                    | Дата вступления в должность | Дата снятия с должности |
| -------------------------------------- | --------------------------- | ----------------------- |
| Горемыкин, Пётр Николаевич (1902—1976) | 2 апреля 1955               | 10 мая 1957             |

10 мая 1957 года объединено с Министерством оборонной промышленности СССР.
Вновь образовано 2 марта 1965 года.
| Имя                                         | Дата вступления в должность        | Дата снятия с должности        |
| ------------------------------------------- | ---------------------------------- | ------------------------------ |
| Афанасьев, Сергей Александрович (1919—2001) | 2 марта 1965                       | 8 апреля 1983                  |
| Бакланов, Олег Дмитриевич (1932—2021)       | 8 апреля 1983                      | 25 марта 1988                  |
| Догужиев, Виталий Хуссейнович (1935—2016)   | 25 марта 1988                      | 7 июня 1989                    |
| Шишкин, Олег Николаевич (род. 1934)         | 17 июля 1989 и. о. 28 августа 1991 | 28 августа 1991 26 ноября 1991 |

Упразднено с 1 декабря 1991 года на основании Постановления Государственного совета СССР от 14 ноября 1991 года.

### Министерство сельскохозяйственного машиностроения СССР
Образовано 15 марта 1946 года из одноимённого наркомата.
| Имя                                        | Дата вступления в должность | Дата снятия с должности |
| ------------------------------------------ | --------------------------- | ----------------------- |
| Ванников, Борис Львович (1897—1962)        | 19 марта 1946               | 26 июня 1946            |
| Горемыкин, Пётр Николаевич (1902—1976)     | 26 июня 1946                | 14 марта 1951           |
| Попов, Георгий Михайлович (1906—1968)      | 14 марта 1951               | 31 декабря 1951         |
| Степанов, Сергей Александрович (1903—1976) | 31 декабря 1951             | 5 марта 1953            |

5 марта 1953 года объединено с Министерством автомобильной и тракторной промышленности СССР, Министерством машиностроения и приборостроения СССР и Министерством станкостроения СССР в одно — Министерство машиностроения СССР.

### Министерство машиностроения СССР
Образовано 28 декабря 1948 года на базе Министерства тяжёлого машиностроения СССР, Министерства транспортного машиностроения СССР, Министерства автомобильной и тракторной промышленности СССР, Министерства строительного и дорожного машиностроения СССР, части Министерства сельскохозяйственного машиностроения СССР, не занятой производством ракетной техники, и Главного управления по строительству машиностроительных предприятий при СМ СССР.
| Имя                                         | Дата вступления в должность | Дата снятия с должности |
| ------------------------------------------- | --------------------------- | ----------------------- |
| Малышев, Вячеслав Александрович (1902—1957) | 28 декабря 1948             | 4 января 1949           |

4 января 1949 года Указ об образовании министерства отменён.
Вновь образовано 5 марта 1953 года при объединении Министерства автомобильной и тракторной промышленности СССР, Министерства машиностроения и приборостроения СССР, Министерства сельскохозяйственного машиностроения СССР и Министерства станкостроения СССР.
| Имя                                   | Дата вступления в должность | Дата снятия с должности |
| ------------------------------------- | --------------------------- | ----------------------- |
| Сабуров, Максим Захарович (1900—1977) | 5 марта 1953                | 26 июня 1953            |
| Акопов, Степан Акопович (1899—1958)   | 26 июня 1953                | 19 апреля 1954          |

19 апреля 1954 года разделено на три министерства: Министерство автомобильного, тракторного и сельскохозяйственного машиностроения СССР, Министерство станкостроительной и инструментальной промышленности СССР и Министерство машиностроения и приборостроения СССР.
В третий раз образовано 21 января 1956 года при разделении Министерства машиностроения и приборостроения СССР.
| Имя                                      | Дата вступления в должность | Дата снятия с должности |
| ---------------------------------------- | --------------------------- | ----------------------- |
| Смеляков, Николай Николаевич (1911—1995) | 22 января 1956              | 10 мая 1957             |

10 мая 1957 года упразднено.
В четвёртый раз образовано 5 февраля 1968 года.
| Имя                                      | Дата вступления в должность | Дата снятия с должности |
| ---------------------------------------- | --------------------------- | ----------------------- |
| Бахирев, Вячеслав Васильевич (1916—1991) | 5 февраля 1968              | 5 июня 1987             |
| Белоусов, Борис Михайлович (род. 1934)   | 5 июня 1987                 | 27 июня 1989            |

27 июня 1989 года объединено с Министерством химического и нефтяного машиностроения СССР, Министерством тяжёлого, энергетического и транспортного машиностроения СССР, Министерства строительного, дорожного и коммунального машиностроения СССР в одно — Министерство тяжёлого машиностроения СССР и ликвидировано.

### Министерство автомобильного, тракторного и сельскохозяйственного машиностроения СССР
Образовано 19 апреля 1954 года при разделении Министерства машиностроения СССР.
| Имя                                 | Дата вступления в должность | Дата снятия с должности |
| ----------------------------------- | --------------------------- | ----------------------- |
| Акопов, Степан Акопович (1899—1958) | 19 апреля 1954              | 23 июля 1955            |

23 июля 1955 года разделено на два министерства: Министерство автомобильной промышленности СССР и Министерство тракторного и сельскохозяйственного машиностроения СССР и ликвидировано.

### Министерство тракторного и сельскохозяйственного машиностроения СССР
Образовано 23 июля 1955 года при разделении Министерства автомобильного, тракторного и сельскохозяйственного машиностроения СССР.
| Имя                                    | Дата вступления в должность | Дата снятия с должности |
| -------------------------------------- | --------------------------- | ----------------------- |
| Хламов, Григорий Сергеевич (1903—1968) | 23 июля 1955                | 10 мая 1957             |

10 мая 1957 года упразднено.
Вновь образовано 2 октября 1965 года.
| Имя                                           | Дата вступления в должность | Дата снятия с должности |
| --------------------------------------------- | --------------------------- | ----------------------- |
| Синицын, Иван Флегонтович (1911—1988)         | 2 октября 1965              | 10 октября 1980         |
| Ежевский, Александр Александрович (1915—2017) | 10 октября 1980             | 20 июля 1987            |

20 июля 1987 года объединено с Министерством машиностроения для животноводства и кормопроизводства СССР в одно — Министерство сельскохозяйственного и тракторного машиностроения СССР.

### Министерство сельскохозяйственного и тракторного машиностроения СССР
Образовано 20 июля 1987 года на базе Министерства тракторного и сельскохозяйственного машиностроения СССР и Министерства машиностроения для животноводства и кормопроизводства СССР.
| Имя                                           | Дата вступления в должность | Дата снятия с должности |
| --------------------------------------------- | --------------------------- | ----------------------- |
| Ежевский, Александр Александрович (1915—2017) | 20 июля 1987                | 19 октября 1988         |

2 декабря 1988 года объединено с Министерством автомобильной промышленности СССР в одно — Министерство автомобильного и сельскохозяйственного машиностроения СССР.

### Министерство автомобильного и сельскохозяйственного машиностроения СССР
Образовано 2 декабря 1988 года на базе Министерства автомобильной промышленности СССР и Министерства сельскохозяйственного и тракторного машиностроения СССР.
| Имя                                  | Дата вступления в должность          | Дата снятия с должности        |
| ------------------------------------ | ------------------------------------ | ------------------------------ |
| Пугин, Николай Андреевич (род. 1940) | 2 декабря 1988 и. о. 28 августа 1991 | 28 августа 1991 26 ноября 1991 |

Упразднено с 1 декабря 1991 года на основании Постановления Государственного Совета СССР от 14 ноября 1991 года.

### Министерство машиностроения для животноводства и кормопроизводства СССР
Образовано 11 октября 1973 года.
| Имя                                     | Дата вступления в должность | Дата снятия с должности |
| --------------------------------------- | --------------------------- | ----------------------- |
| Беляк, Константин Никитович (1916—1997) | 11 октября 1973             | 14 января 1986          |
| Хитрун, Леонид Иванович (1930—2009)     | 14 января 1986              | 18 июля 1987            |

20 июля 1987 года объединено с Министерством тракторного и сельскохозяйственного машиностроения СССР в одно — Министерство сельскохозяйственного и тракторного машиностроения СССР и ликвидировано.

### Министерство машиностроения для лёгкой и пищевой промышленности и бытовых приборов СССР
Образовано 2 октября 1965 года.
| Имя                                    | Дата вступления в должность | Дата снятия с должности |
| -------------------------------------- | --------------------------- | ----------------------- |
| Доенин, Василий Николаевич (1909—1977) | 2 октября 1965              | 23 февраля 1977         |
| Пудков, Иван Иванович (1916—2002)      | 28 марта 1977               | 11 апреля 1984          |
| Васильев, Лев Борисович (1925 — 2023)  | 18 мая 1984                 | 24 февраля 1988         |

Ликвидировано 24 февраля 1988 года.

### Министерство станкостроительной и инструментальной промышленности СССР
Образовано 19 апреля 1954 года при разделении Министерства машиностроения СССР.
| Имя                                      | Дата вступления в должность | Дата снятия с должности |
| ---------------------------------------- | --------------------------- | ----------------------- |
| Костоусов, Анатолий Иванович (1906—1985) | 19 апреля 1954              | 10 мая 1957             |

10 мая 1957 года упразднено.
Вновь образовано 2 октября 1965 года.
| Имя                                        | Дата вступления в должность | Дата снятия с должности |
| ------------------------------------------ | --------------------------- | ----------------------- |
| Костоусов, Анатолий Иванович (1906—1985)   | 2 октября 1965              | 19 декабря 1980         |
| Силаев, Иван Степанович (1930—2023)        | 19 декабря 1980             | 20 февраля 1981         |
| Бальмонт, Борис Владимирович (1927—2022)   | 20 февраля 1981             | 14 июля 1986            |
| Паничев, Николай Александрович (род. 1934) | 14 июля 1986                | 1 апреля 1991           |

Упразднено 1 апреля 1991 года.

### Министерство приборостроения и средств автоматизации СССР
Образовано 21 января 1956 года при разделении Министерства машиностроения и приборостроения СССР.
| Имя                                      | Дата вступления в должность | Дата снятия с должности |
| ---------------------------------------- | --------------------------- | ----------------------- |
| Лесечко, Михаил Авксентьевич (1909—1984) | 21 января 1956              | 10 мая 1957             |

Упразднено 10 мая 1957 года.

### Государственный комитет СМ СССР по автоматизации и машиностроению
Образован 28 февраля 1959 года.
| Имя                                      | Дата вступления в должность | Дата снятия с должности |
| ---------------------------------------- | --------------------------- | ----------------------- |
| Костоусов, Анатолий Иванович (1906—1985) | 28 февраля 1959             | 21 января 1963          |

21 января 1963 года упразднён.

### Министерство химического и нефтяного машиностроения СССР
Образовано 2 октября 1965 года.
| Имя                                        | Дата вступления в должность | Дата снятия с должности |
| ------------------------------------------ | --------------------------- | ----------------------- |
| Брехов, Константин Иванович (1907—1994)    | 2 октября 1965              | 10 января 1986          |
| Лукьяненко, Владимир Матвеевич (род. 1937) | 10 января 1986              | 27 июня 1989            |

27 июня 1989 года объединено с Министерством машиностроения СССР, Министерством тяжёлого, энергетического и транспортного машиностроения СССР, Министерством строительного, дорожного и коммунального машиностроения СССР в одно — Министерство тяжёлого машиностроения СССР и ликвидировано.

### Министерство энергетического машиностроения СССР
Образовано 28 мая 1975 года при разделении Министерства тяжёлого, энергетического и транспортного машиностроения СССР.
| Имя                                     | Дата вступления в должность | Дата снятия с должности |
| --------------------------------------- | --------------------------- | ----------------------- |
| Кротов, Виктор Васильевич (1912—1986)   | 28 мая 1975                 | 9 декабря 1983          |
| Величко, Владимир Макарович (род. 1937) | 9 декабря 1983              | 20 июля 1987            |

20 июля 1987 года объединено с Министерством тяжёлого и транспортного машиностроения СССР в одно — Министерство тяжёлого, энергетического и транспортного машиностроения СССР.

### Государственный комитет СССР по машиностроению
Образован 1 апреля 1991 года.
| Имя                                     | Дата вступления в должность          | Дата снятия с должности        |
| --------------------------------------- | ------------------------------------ | ------------------------------ |
| Строганов, Генрих Борисович (1932—2021) | 10 апреля 1991 и. о. 28 августа 1991 | 28 августа 1991 26 ноября 1991 |

Упразднен с 1 декабря 1991 года на основании Постановления Государственного совета СССР от 14 ноября 1991 года.

### Министерство авиационной промышленности СССР
Образовано 15 марта 1946 года из одноимённого наркомата.
| Имя                                     | Дата вступления в должность | Дата снятия с должности |
| --------------------------------------- | --------------------------- | ----------------------- |
| Хруничев, Михаил Васильевич (1901—1961) | 15 марта 1946               | 15 марта 1953           |

15 марта 1953 года объединено с Министерством вооружения СССР в одно — Министерство оборонной промышленности СССР.
Вновь образовано 24 августа 1953 года.
| Имя                                    | Дата вступления в должность | Дата снятия с должности |
| -------------------------------------- | --------------------------- | ----------------------- |
| Дементьев, Пётр Васильевич (1907—1977) | 24 августа 1953             | 14 декабря 1957         |

14 декабря 1957 года упразднено. На его базе создан Государственный комитет СМ СССР по авиационной технике.
В третий раз образовано 2 марта 1965 года на базе Государственного комитета по авиационной технике СССР.
| Имя                                        | Дата вступления в должность | Дата снятия с должности |
| ------------------------------------------ | --------------------------- | ----------------------- |
| Дементьев, Пётр Васильевич (1907—1977)     | 2 марта 1965                | 14 мая 1977             |
| Казаков, Василий Александрович (1916—1981) | 3 июня 1977                 | 17 февраля 1981         |
| Силаев, Иван Степанович (1930—2023)        | 20 февраля 1981             | 1 ноября 1985           |
| Сысцов, Аполлон Сергеевич (1929—2005)      | 1 ноября 1985               | 1 декабря 1991          |

Упразднено с 1 декабря 1991 года на основании Постановления Государственного совета СССР от 14 ноября 1991 года.

### Государственный комитет СМ СССР по авиационной технике
Образован 14 декабря 1957 года на базе Министерства авиационной промышленности СССР.
| Имя                                    | Дата вступления в должность | Дата снятия с должности |
| -------------------------------------- | --------------------------- | ----------------------- |
| Дементьев, Пётр Васильевич (1907—1977) | 14 декабря 1957             | 13 марта 1963           |

13 марта 1963 года преобразован в Государственный комитет по авиационной технике СССР, подчинённый ВСНХ СССР.

### Государственный комитет по авиационной технике СССР
Образован 13 марта 1963 года из Государственного комитета СМ СССР по авиационной технике и подчинён ВСНХ СССР.
| Имя                                    | Дата вступления в должность | Дата снятия с должности |
| -------------------------------------- | --------------------------- | ----------------------- |
| Дементьев, Пётр Васильевич (1907—1977) | 13 марта 1963               | 2 марта 1965            |

2 марта 1965 года преобразован в Министерство авиационной промышленности СССР.

### Министерство вооружения СССР
Образовано 15 марта 1946 из Наркомата вооружения СССР.
| Имя                                    | Дата вступления в должность | Дата снятия с должности |
| -------------------------------------- | --------------------------- | ----------------------- |
| Устинов, Дмитрий Фёдорович (1908—1984) | 15 марта 1946               | 15 марта 1953           |

15 марта 1953 года Министерство вооружения СССР и Министерство авиационной промышленности СССР в объединено одно — Министерство оборонной промышленности СССР.

### Министерство оборонной промышленности СССР
Образовано 15 марта 1953 года при объединении Министерства вооружения СССР и Министерства авиационной промышленности СССР. 24 августа 1953 года из него выделено Министерство авиационной промышленности СССР, а 10 мая 1957 года в Министерство перешли предприятия ликвидированного Министерства общего машиностроения СССР.
| Имя                                    | Дата вступления в должность | Дата снятия с должности |
| -------------------------------------- | --------------------------- | ----------------------- |
| Устинов, Дмитрий Фёдорович (1908—1984) | 15 марта 1953               | 14 декабря 1957         |

14 декабря 1957 года упразднено. На его базе создан Государственный комитет СМ СССР по оборонной технике.
Вновь образовано 2 марта 1965 года на базе Государственного комитета по оборонной технике СССР.
| Имя                                     | Дата вступления в должность        | Дата снятия с должности        |
| --------------------------------------- | ---------------------------------- | ------------------------------ |
| Зверев, Сергей Алексеевич (1912—1978)   | 2 марта 1965                       | 17 декабря 1978                |
| Финогенов, Павел Васильевич (1919—2004) | 29 января 1979                     | 7 июня 1989                    |
| Белоусов, Борис Михайлович (род. 1934)  | 17 июля 1989 и. о. 28 августа 1991 | 28 августа 1991 26 ноября 1991 |

Упразднено с 1 декабря 1991 года на основании Постановления Государственного совета СССР от 14 ноября 1991 года.

### Государственный комитет СМ СССР по оборонной технике
Образован 14 декабря 1957 года на базе Министерства оборонной промышленности СССР.
| Имя                                        | Дата вступления в должность | Дата снятия с должности |
| ------------------------------------------ | --------------------------- | ----------------------- |
| Домрачёв, Александр Васильевич (1906—1961) | 14 декабря 1957             | 27 марта 1958           |
| Руднев, Константин Николаевич (1911—1980)  | 31 марта 1958               | 10 июня 1961            |
| Смирнов, Леонид Васильевич (1916—2001)     | 10 июня 1961                | 13 марта 1963           |

13 марта 1963 года преобразован в Государственный комитет по оборонной технике СССР, подчинённый ВСНХ СССР.

### Государственный комитет по оборонной технике СССР
Образован 13 марта 1963 года из Государственного комитета СМ СССР по оборонной технике и подчинён ВСНХ СССР.
| Имя                                   | Дата вступления в должность | Дата снятия с должности |
| ------------------------------------- | --------------------------- | ----------------------- |
| Зверев, Сергей Алексеевич (1912—1978) | 13 марта 1963               | 2 марта 1965            |

2 марта 1965 года преобразован в Министерство оборонной промышленности СССР.

### Министерство судостроительной промышленности СССР
Образовано 15 марта 1946 года из одноимённого наркомата.
| Имя                                         | Дата вступления в должность | Дата снятия с должности |
| ------------------------------------------- | --------------------------- | ----------------------- |
| Горегляд, Алексей Адамович (1905—1986)      | 19 марта 1946               | 10 января 1950          |
| Малышев, Вячеслав Александрович (1902—1957) | 10 января 1950              | 31 октября 1952         |
| Носенко, Иван Исидорович (1902—1956)        | 31 октября 1952             | 5 марта 1953            |

5 марта 1953 года объединено с Министерством тяжёлого машиностроения СССР, Министерством транспортного машиностроения СССР и Министерством строительного и дорожного машиностроения СССР в одно — Министерство транспортного и тяжёлого машиностроения СССР.
Вновь образовано 19 апреля 1954 года при разделении Министерства транспортного и тяжёлого машиностроения СССР.
| Имя                                    | Дата вступления в должность | Дата снятия с должности |
| -------------------------------------- | --------------------------- | ----------------------- |
| Носенко, Иван Исидорович (1902—1956)   | 19 апреля 1954              | 2 августа 1956          |
| Редькин, Андрей Михайлович (1900—1963) | 15 сентября 1956            | 14 декабря 1957         |

Упразднено 14 декабря 1957 года. На его базе образован Государственный комитет СМ СССР по судостроению.
В третий раз образовано 2 марта 1965 года на базе Государственного комитета по судостроению СССР.
| Имя                                      | Дата вступления в должность           | Дата снятия с должности        |
| ---------------------------------------- | ------------------------------------- | ------------------------------ |
| Бутома, Борис Евстафьевич (1907—1976)    | 2 марта 1965                          | 11 июля 1976                   |
| Егоров, Михаил Васильевич (1907—2000)    | 19 июля 1976                          | 9 января 1984                  |
| Белоусов, Игорь Сергеевич (1928—2005)    | 9 января 1984                         | 12 февраля 1988                |
| Коксанов, Игорь Владимирович (1928—1995) | 20 февраля 1988 и. о. 28 августа 1991 | 28 августа 1991 26 ноября 1991 |

Упразднено с 1 декабря 1991 года на основании Постановления Государственного совета СССР от 14 ноября 1991 года.

### Государственный комитет СМ СССР по судостроению
Образован 14 декабря 1957 года на базе Министерства судостроительной промышленности СССР.
| Имя                                   | Дата вступления в должность | Дата снятия с должности |
| ------------------------------------- | --------------------------- | ----------------------- |
| Бутома, Борис Евстафьевич (1907—1976) | 14 декабря 1957             | 13 марта 1963           |

13 марта 1963 года преобразован в Государственный комитет по судостроению СССР, подчинённый ВСНХ СССР.

### Государственный комитет по судостроению СССР
Образован 13 марта 1963 года из Государственного комитета СМ СССР по судостроению и подчинён ВСНХ СССР.
| Имя                                   | Дата вступления в должность | Дата снятия с должности |
| ------------------------------------- | --------------------------- | ----------------------- |
| Бутома, Борис Евстафьевич (1907—1976) | 13 марта 1963               | 2 марта 1965            |

2 марта 1965 года преобразован в Министерство судостроительной промышленности СССР.

### Министерство чёрной металлургии СССР
Образовано 15 марта 1946 года из одноимённого наркомата.
| Имя                                 | Дата вступления в должность | Дата снятия с должности |
| ----------------------------------- | --------------------------- | ----------------------- |
| Тевосян, Иван Фёдорович (1902—1958) | 19 марта 1946               | 29 июля 1948            |

29 июля 1948 года объединено с Министерством цветной металлургии СССР в одно — Министерство металлургической промышленности СССР.
Вновь образовано 28 декабря 1950 года при разделении Министерства металлургической промышленности СССР.
| Имя                                 | Дата вступления в должность | Дата снятия с должности |
| ----------------------------------- | --------------------------- | ----------------------- |
| Тевосян, Иван Фёдорович (1902—1958) | 28 декабря 1950             | 15 марта 1953           |

15 марта 1953 года объединено с Министерством цветной металлургии СССР в одно — Министерство металлургической промышленности СССР.
В третий раз образовано 8 февраля 1954 года при разделении Министерства металлургической промышленности СССР.
| Имя                                           | Дата вступления в должность | Дата снятия с должности |
| --------------------------------------------- | --------------------------- | ----------------------- |
| Кузьмин, Анатолий Николаевич (1903—1954)      | 8 февраля 1954              | 28 октября 1954         |
| Шереметьев, Александр Григорьевич (1901—1985) | 15 ноября 1954              | 10 мая 1957             |

10 мая 1957 года упразднено.
В четвёртый раз образовано 2 октября 1965 года.
| Имя                                      | Дата вступления в должность | Дата снятия с должности |
| ---------------------------------------- | --------------------------- | ----------------------- |
| Казанец, Иван Павлович (1918—2013)       | 2 октября 1965              | 5 июля 1985             |
| Колпаков, Серафим Васильевич (1933—2011) | 5 июля 1985                 | 27 июня 1989            |

27 июня 1989 года объединено с Министерством цветной металлургии СССР в одно — Министерство металлургии СССР.

### Министерство цветной металлургии СССР
Образовано 15 марта 1946 года из одноимённого наркомата.
| Имя                               | Дата вступления в должность | Дата снятия с должности |
| --------------------------------- | --------------------------- | ----------------------- |
| Ломако, Пётр Фадеевич (1904—1990) | 19 марта 1946               | 29 июля 1948            |

29 июля 1948 года объединено с Министерством чёрной металлургии СССР в одно — Министерство металлургической промышленности СССР.
Вновь образовано 28 декабря 1950 года при разделении Министерства металлургической промышленности СССР.
| Имя                               | Дата вступления в должность | Дата снятия с должности |
| --------------------------------- | --------------------------- | ----------------------- |
| Ломако, Пётр Фадеевич (1904—1990) | 28 декабря 1950             | 15 марта 1953           |

15 марта 1953 года объединено с Министерством чёрной металлургии СССР в одно — Министерство металлургической промышленности СССР.
В третий раз образовано 8 февраля 1954 года при разделении Министерства металлургической промышленности СССР.
| Имя                               | Дата вступления в должность | Дата снятия с должности |
| --------------------------------- | --------------------------- | ----------------------- |
| Ломако, Пётр Фадеевич (1904—1990) | 8 февраля 1954              | 10 мая 1957             |

10 мая 1957 года упразднено.
В четвёртый раз образовано 2 октября 1965 года.
| Имя                                         | Дата вступления в должность | Дата снятия с должности |
| ------------------------------------------- | --------------------------- | ----------------------- |
| Ломако, Пётр Фадеевич (1904—1990)           | 2 октября 1965              | 31 октября 1986         |
| Дурасов, Владимир Александрович (1935—2020) | 31 октября 1986             | 27 июня 1989            |

27 июня 1989 года объединено с Министерством чёрной металлургии СССР в одно — Министерство металлургии СССР.

### Министерство металлургической промышленности СССР
Образовано 29 июля 1948 года на базе Министерства чёрной металлургии СССР и Министерства цветной металлургии СССР.
| Имя                                      | Дата вступления в должность | Дата снятия с должности |
| ---------------------------------------- | --------------------------- | ----------------------- |
| Тевосян, Иван Фёдорович (1902—1958)      | 29 июля 1948                | 13 июня 1949            |
| Кузьмин, Анатолий Николаевич (1903—1954) | 13 июня 1949                | 28 декабря 1950         |

28 декабря 1950 года разделено на Министерство чёрной металлургии СССР и Министерство цветной металлургии СССР.
Вновь образовано 15 марта 1953 года при объединении Министерства чёрной металлургии СССР и Министерства цветной металлургии СССР.
| Имя                                 | Дата вступления в должность | Дата снятия с должности |
| ----------------------------------- | --------------------------- | ----------------------- |
| Тевосян, Иван Фёдорович (1902—1958) | 15 марта 1953               | 8 февраля 1954          |

8 февраля 1954 года разделено на Министерство чёрной металлургии СССР и Министерство цветной металлургии СССР.

### Государственный комитет СМ СССР по чёрной и цветной металлургии
Образован 2 декабря 1961 года.
| Имя                                  | Дата вступления в должность | Дата снятия с должности |
| ------------------------------------ | --------------------------- | ----------------------- |
| Бойко, Всеволод Ефимович (1914—1970) | 8 декабря 1961              | 21 января 1963          |

21 января 1963 года упразднён.

### Министерство металлургии СССР
Образовано 27 июня 1989 года на базе Министерства чёрной металлургии СССР и Министерства цветной металлургии СССР.
| Имя                                      | Дата вступления в должность          | Дата снятия с должности        |
| ---------------------------------------- | ------------------------------------ | ------------------------------ |
| Колпаков, Серафим Васильевич (1933—2011) | 17 июля 1989                         | 10 апреля 1991                 |
| Сосковец, Олег Николаевич (род. 1949)    | 10 апреля 1991 и. о. 28 августа 1991 | 28 августа 1991 26 ноября 1991 |

Упразднено с 1 декабря 1991 года на основании Постановления Государственного совета СССР от 14 ноября 1991 года.

### Министерство нефтяной промышленности восточных районов СССР
Образовано 15 марта 1946 года из одноимённого наркомата.
| Имя                                      | Дата вступления в должность | Дата снятия с должности |
| ---------------------------------------- | --------------------------- | ----------------------- |
| Евсеенко, Михаил Андрианович (1908—1985) | 15 марта 1946               | 28 декабря 1948         |

28 декабря 1948 года объединено с Министерством нефтяной промышленности южных и западных районов СССР в одно — Министерство нефтяной промышленности СССР.

### Министерство нефтяной промышленности южных и западных районов СССР
Образовано 15 марта 1946 года из одноимённого наркомата.
| Имя                                          | Дата вступления в должность | Дата снятия с должности |
| -------------------------------------------- | --------------------------- | ----------------------- |
| Байбаков, Николай Константинович (1911—2008) | 15 марта 1946               | 28 декабря 1948         |

28 декабря 1948 года объединено с Министерством нефтяной промышленности восточных районов СССР в одно — Министерство нефтяной промышленности СССР.

### Министерство нефтяной промышленности СССР
Образовано 28 декабря 1948 года на базе Министерства нефтяной промышленности южных и западных районов СССР, Министерства нефтяной промышленности восточных районов СССР, Главгазтопрома при СМ СССР и Главнефтеснаба при Госснабе СССР. 18 мая 1954 года было преобразовано из общесоюзного в союзно-республиканское. 29 января 1955 года из него выделено Министерство строительства предприятий нефтяной промышленности СССР.
| Имя                                          | Дата вступления в должность | Дата снятия с должности |
| -------------------------------------------- | --------------------------- | ----------------------- |
| Байбаков, Николай Константинович (1911—2008) | 28 декабря 1948             | 25 мая 1955             |
| Евсеенко, Михаил Андрианович (1908—1985)     | 25 мая 1955                 | 10 мая 1957             |

10 мая 1957 года упразднено.
Вновь образовано 3 июня 1970 года преобразованием Министерства нефтедобывающей промышленности СССР.
| Имя                                       | Дата вступления в должность | Дата снятия с должности |
| ----------------------------------------- | --------------------------- | ----------------------- |
| Шашин, Валентин Дмитриевич (1916—1977)    | 3 июня 1970                 | 22 марта 1977           |
| Мальцев, Николай Алексеевич (1928—2001)   | 5 апреля 1977               | 12 февраля 1985         |
| Динков, Василий Александрович (1924—2001) | 12 февраля 1985             | 27 июня 1989            |

27 июня 1989 года объединено с Министерством газовой промышленности СССР в одно — Министерство нефтяной и газовой промышленности СССР.

### Министерство нефтедобывающей промышленности СССР
Образовано 2 октября 1965 года.
| Имя                                    | Дата вступления в должность | Дата снятия с должности |
| -------------------------------------- | --------------------------- | ----------------------- |
| Шашин, Валентин Дмитриевич (1916—1977) | 2 октября 1965              | 3 июня 1970             |

3 июня 1970 года преобразовано в Министерство нефтяной промышленности СССР.

### Министерство газовой промышленности СССР
Образовано 2 октября 1965 года.
| Имя                                        | Дата вступления в должность | Дата снятия с должности |
| ------------------------------------------ | --------------------------- | ----------------------- |
| Кортунов, Алексей Кириллович (1907—1973)   | 2 октября 1965              | 20 сентября 1972        |
| Оруджев, Сабит Атаевич (1912—1981)         | 20 сентября 1972            | 20 апреля 1981          |
| Динков, Василий Александрович (1924—2001)  | 8 мая 1981                  | 12 февраля 1985         |
| Черномырдин, Виктор Степанович (1938—2010) | 12 февраля 1985             | 27 июня 1989            |

27 июня 1989 года объединено с Министерством нефтяной промышленности СССР в одно — Министерство нефтяной и газовой промышленности СССР.

### Государственный комитет СМ СССР по топливной промышленности
Образован 2 декабря 1961 года.
| Имя                                       | Дата вступления в должность | Дата снятия с должности |
| ----------------------------------------- | --------------------------- | ----------------------- |
| Мельников, Николай Васильевич (1909—1980) | 8 декабря 1961              | 21 января 1963          |

21 января 1963 года упразднён.

### Министерство нефтяной и газовой промышленности СССР
Образовано 27 июня 1989 года объединением Министерства нефтяной промышленности СССР и Министерства газовой промышленности СССР.
| Имя                                    | Дата вступления в должность        | Дата снятия с должности        |
| -------------------------------------- | ---------------------------------- | ------------------------------ |
| Филимонов, Леонид Иванович (1935—2022) | 3 августа 1989                     | 22 июня 1991                   |
| Чурилов, Лев Дмитриевич (1935—2012)    | 22 июня 1991 и. о. 28 августа 1991 | 28 августа 1991 26 ноября 1991 |

Упразднено с 1 декабря 1991 года на основании Постановления Государственного совета СССР от 14 ноября 1991 года.

### Государственный комитет СССР по обеспечению нефтепродуктами
Образовано 29 июня 1981 года на базе Союзглавнефти при Госснабе СССР.
| Имя                                             | Дата вступления в должность | Дата снятия с должности |
| ----------------------------------------------- | --------------------------- | ----------------------- |
| Хурамшин, Талгат Закирович (1932—2019)          | 4 августа 1981              | 5 декабря 1985          |
| Колмаков, Семён Спиридонович, и. о. (1929—2000) | 6 декабря 1985              | 29 января 1987          |
| Смагин, Леонид Максимович (1932—2017)           | 30 января 1987              | 29 декабря 1987         |

29 декабря 1987 года упразднён и его объединения и организации переданы Государственным комитетам союзных республик по обеспечению нефтепродуктами.

### Министерство угольной промышленности восточных районов СССР
Образовано 15 марта 1946 года из одноимённого наркомата.
| Имя                                      | Дата вступления в должность | Дата снятия с должности |
| ---------------------------------------- | --------------------------- | ----------------------- |
| Вахрушев, Василий Васильевич (1902—1947) | 19 марта 1946               | 13 января 1947          |
| Оника, Дмитрий Григорьевич (1910—1968)   | 17 января 1947              | 28 декабря 1948         |

28 декабря 1948 года объединено с Министерством угольной промышленности западных районов СССР и Министерством строительства топливных предприятий СССР в одно — Министерство угольной промышленности СССР.

### Министерство угольной промышленности западных районов СССР
Образовано 15 марта 1946 года из одноимённого наркомата.
| Имя                                       | Дата вступления в должность | Дата снятия с должности |
| ----------------------------------------- | --------------------------- | ----------------------- |
| Оника, Дмитрий Григорьевич (1910—1968)    | 15 марта 1946               | 17 января 1947          |
| Засядько, Александр Фёдорович (1910—1963) | 17 января 1947              | 28 декабря 1948         |

28 декабря 1948 года объединено с Министерством угольной промышленности восточных районов СССР и Министерством строительства топливных предприятий СССР в одно — Министерство угольной промышленности СССР.

### Министерство угольной промышленности СССР
Образовано 28 декабря 1948 года на базе Министерства угольной промышленности восточных районов СССР, Министерства угольной промышленности западных районов СССР и Министерства строительства топливных предприятий СССР. 19 апреля 1954 года было преобразовано из общесоюзного в союзно-республиканское. 6 апреля 1955 года из него выделено Министерство строительства предприятий угольной промышленности СССР.
| Имя                                         | Дата вступления в должность | Дата снятия с должности |
| ------------------------------------------- | --------------------------- | ----------------------- |
| Засядько, Александр Фёдорович (1910—1963)   | 28 декабря 1948             | 2 марта 1955            |
| Задемидко, Александр Николаевич (1908—2001) | 2 марта 1955                | 10 мая 1957             |

10 мая 1957 года упразднено.
Вновь образовано 2 октября 1965 года.
| Имя                                    | Дата вступления в должность           | Дата снятия с должности        |
| -------------------------------------- | ------------------------------------- | ------------------------------ |
| Братченко, Борис Фёдорович (1912—2004) | 2 октября 1965                        | 13 декабря 1985                |
| Щадов, Михаил Иванович (1927—2011)     | 13 декабря 1985 и. о. 28 августа 1991 | 28 августа 1991 26 ноября 1991 |

Упразднено с 1 декабря 1991 года на основании Постановления Государственного совета СССР от 14 ноября 1991 года.

### Министерство электропромышленности СССР
Образовано 15 марта 1946 года из одноимённого наркомата.
28 июня 1946 года из него выделено Министерство промышленности средств связи СССР.
| Имя                                     | Дата вступления в должность | Дата снятия с должности |
| --------------------------------------- | --------------------------- | ----------------------- |
| Кабанов, Иван Григорьевич (1898—1972)   | 19 марта 1946               | 2 апреля 1951           |
| Ефремов, Дмитрий Васильевич (1900—1960) | 2 апреля 1951               | 5 марта 1953            |

5 марта 1953 года объединено с Министерством электростанций СССР и Министерством промышленности средств связи СССР в одно — Министерство электростанций и электропромышленности СССР.

### Министерство промышленности средств связи СССР
Образовано 28 июня 1946 года при разделении Министерства электропромышленности СССР.
| Имя                                        | Дата вступления в должность | Дата снятия с должности |
| ------------------------------------------ | --------------------------- | ----------------------- |
| Зубович, Иван Герасимович (1901—1956)      | 28 июня 1946                | 30 мая 1947             |
| Алексенко, Геннадий Васильевич (1906—1981) | 30 мая 1947                 | 5 марта 1953            |

5 марта 1953 года объединено с Министерством электропромышленности СССР и Министерством электростанций СССР в одно — Министерство электростанций и электропромышленности СССР.
Вновь образовано 29 марта 1974 года.
| Имя                                   | Дата вступления в должность | Дата снятия с должности |
| ------------------------------------- | --------------------------- | ----------------------- |
| Первышин, Эрлен Кирикович (1932—2004) | 11 апреля 1974              | 27 июня 1989            |

Упразднено 27 июня 1989 года.

### Министерство электростанций и электропромышленности СССР
Образовано 5 марта 1953 года при объединении Министерства электростанций СССР, Министерства электропромышленности СССР и Министерства промышленности средств связи СССР.
| Имя                                     | Дата вступления в должность | Дата снятия с должности |
| --------------------------------------- | --------------------------- | ----------------------- |
| Первухин, Михаил Георгиевич (1904—1978) | 5 марта 1953                | 17 апреля 1954          |

17 апреля 1954 года разделено на два министерства — Министерство электростанций СССР и Министерство электротехнической промышленности СССР и ликвидировано.

### Министерство электротехнической промышленности СССР
Образовано 17 апреля 1954 года при разделении Министерства электростанций и электропромышленности СССР.
| Имя                                     | Дата вступления в должность | Дата снятия с должности |
| --------------------------------------- | --------------------------- | ----------------------- |
| Скиданенко, Иван Тимофеевич (1898—1985) | 17 апреля 1954              | 10 мая 1957             |

10 мая 1957 года упразднено.
Вновь образовано 2 октября 1965 года.
| Имя                                         | Дата вступления в должность | Дата снятия с должности |
| ------------------------------------------- | --------------------------- | ----------------------- |
| Антонов, Алексей Константинович (1912—2010) | 2 октября 1965              | 19 декабря 1980         |
| Майорец, Анатолий Иванович (1929—2016)      | 19 декабря 1980             | 22 марта 1985           |
| Вороновский, Геннадий Петрович (род. 1924)  | 7 мая 1985                  | 18 июля 1986            |
| Анфимов, Олег Георгиевич (1937—2019)        | 18 июля 1986                | 27 июня 1989            |

27 июня 1989 года объединено с Министерством приборостроения средств автоматизации и систем управления СССР в одно — Министерство электротехнической промышленности и приборостроения СССР.

### Государственный комитет СМ СССР по электротехнике
Образован 7 декабря 1962 года.
| Имя                                           | Дата вступления в должность | Дата снятия с должности |
| --------------------------------------------- | --------------------------- | ----------------------- |
| Оболенский, Николай Александрович (1908—2001) | 8 января 1963               | 21 января 1963          |

21 января 1963 года упразднён.

### Министерство приборостроения, средств автоматизации и систем управления СССР
Образовано 2 октября 1965 года.
| Имя                                       | Дата вступления в должность | Дата снятия с должности |
| ----------------------------------------- | --------------------------- | ----------------------- |
| Руднев, Константин Николаевич (1911—1980) | 2 октября 1965              | 13 августа 1980         |
| Шкабардня, Михаил Сергеевич (1930–2025)   | 10 сентября 1980            | 27 июня 1989            |

27 июня 1989 года объединено с Министерством электротехнической промышленности СССР в одно — Министерство электротехнической промышленности и приборостроения СССР.

### Министерство электротехнической промышленности и приборостроения СССР
Образовано 27 июня 1989 года при объединении Министерства электротехнической промышленности СССР и Министерства приборостроения средств автоматизации и систем управления СССР.
| Имя                                  | Дата вступления в должность        | Дата снятия с должности        |
| ------------------------------------ | ---------------------------------- | ------------------------------ |
| Анфимов, Олег Георгиевич (1937—2019) | 17 июля 1989 и. о. 28 августа 1991 | 28 августа 1991 26 ноября 1991 |

Упразднено с 1 декабря 1991 года на основании Постановления Государственного совета СССР от 14 ноября 1991 года.

### Министерство радиотехнической промышленности СССР
Образовано Указом Президиума Верховного Совета СССР 21 января 1954 года на базе предприятий и организаций радиотехнической, электровакуумной и телефонно-телеграфной промышленности Министерства электростанций и электропромышленности СССР.
| Имя                                      | Дата вступления в должность | Дата снятия с должности |
| ---------------------------------------- | --------------------------- | ----------------------- |
| Калмыков, Валерий Дмитриевич (1908—1974) | 21 января 1954              | 14 декабря 1957         |

Упразднено 14 декабря 1957 года. На его базе создан Государственный комитет СМ СССР по радиоэлектронике.

### Государственный комитет СМ СССР по радиоэлектронике
Образовано 14 декабря 1957 года на базе Министерства радиотехнической промышленности СССР.
| Имя                                      | Дата вступления в должность | Дата снятия с должности |
| ---------------------------------------- | --------------------------- | ----------------------- |
| Калмыков, Валерий Дмитриевич (1908—1974) | 14 декабря 1957             | 13 марта 1963           |

13 марта 1963 года переименован в Государственный комитет по радиоэлектронике СССР, подчинённый ВСНХ СССР.

### Государственный комитет по радиоэлектронике СССР
Образовано 13 марта 1963 года переименованием Государственного комитета СМ СССР по радиоэлектронике.
| Имя                                      | Дата вступления в должность | Дата снятия с должности |
| ---------------------------------------- | --------------------------- | ----------------------- |
| Калмыков, Валерий Дмитриевич (1908—1974) | 13 марта 1963               | 2 марта 1965            |

2 марта 1965 года преобразован в Министерство радиопромышленности СССР.

### Министерство радиопромышленности СССР
Образовано 2 марта 1965 года на базе Государственного комитета по радиоэлектронике СССР.
| Имя                                      | Дата вступления в должность        | Дата снятия с должности        |
| ---------------------------------------- | ---------------------------------- | ------------------------------ |
| Калмыков, Валерий Дмитриевич (1908—1974) | 2 марта 1965                       | 22 марта 1974                  |
| Плешаков, Пётр Степанович (1922—1987)    | 8 апреля 1974                      | 11 сентября 1987               |
| 1-й зам. министра, и. о.                 | 11 сентября 1987                   | 14 ноября 1987                 |
| Шимко, Владимир Иванович (1938—1998)     | 14 ноября 1987                     | 17 октября 1988                |
| 1-й зам. министра, и. о.                 | 17 октября 1988                    | 17 июля 1989                   |
| Шимко, Владимир Иванович (1938—1998)     | 17 июля 1989 и. о. 28 августа 1991 | 28 августа 1991 26 ноября 1991 |

Упразднено с 1 декабря 1991 года на основании Постановления Государственного совета СССР от 14 ноября 1991 года.

### Государственный комитет СМ СССР по электронной технике
Образовано 17 марта 1961 года.
| Имя                                   | Дата вступления в должность | Дата снятия с должности |
| ------------------------------------- | --------------------------- | ----------------------- |
| Шокин, Александр Иванович (1909—1988) | 17 марта 1961               | 13 марта 1963           |

13 марта 1963 года переименован в Государственный комитет по электронной технике СССР, подчинённый ВСНХ СССР.

### Государственный комитет по электронной технике СССР
Образовано 13 марта 1963 года переименованием Государственного комитета СМ СССР по электронной технике.
| Имя                                   | Дата вступления в должность | Дата снятия с должности |
| ------------------------------------- | --------------------------- | ----------------------- |
| Шокин, Александр Иванович (1909—1988) | 13 марта 1963               | 2 марта 1965            |

2 марта 1965 года преобразован в Министерство электронной промышленности СССР.

### Министерство электронной промышленности СССР
Образовано 2 марта 1965 года на базе Государственного комитета по электронной технике СССР.
| Имя                                           | Дата вступления в должность          | Дата снятия с должности        |
| --------------------------------------------- | ------------------------------------ | ------------------------------ |
| Шокин, Александр Иванович (1909—1988)         | 2 марта 1965                         | 18 ноября 1985                 |
| Колесников, Владислав Григорьевич (1925—2015) | 18 ноября 1985 и. о. 28 августа 1991 | 28 августа 1991 26 ноября 1991 |

Упразднено с 1 декабря 1991 года на основании Постановления Государственного совета СССР от 14 ноября 1991 года.

### Государственный комитет СССР по вычислительной технике и информатике
Образовано 21 марта 1986 года.
| Имя                                     | Дата вступления в должность | Дата снятия с должности |
| --------------------------------------- | --------------------------- | ----------------------- |
| Горшков, Николай Васильевич (1927—1995) | 7 апреля 1986               | 7 июня 1989             |
| Толстых, Борис Леонтьевич (1936—2017)   | 17 июля 1989                | 1 апреля 1991           |

Упразднён 1 апреля 1991 года.

### Министерство химической промышленности СССР
Образовано 15 марта 1946 года из одноимённого наркомата. 2 августа 1948 года объединено с Министерством резиновой промышленности СССР.
| Имя                                      | Дата вступления в должность | Дата снятия с должности |
| ---------------------------------------- | --------------------------- | ----------------------- |
| Первухин, Михаил Георгиевич (1904—1978)  | 19 марта 1946               | 17 января 1950          |
| Тихомиров, Сергей Михайлович (1905—1982) | 17 января 1950              | 7 июня 1958             |

7 июня 1958 года преобразовано в Государственный комитет СМ СССР по химии.
Вновь образовано 2 октября 1965 года. 5 ноября 1980 года из него выделено Министерство по производству минеральных удобрений СССР.
| Имя                                       | Дата вступления в должность | Дата снятия с должности |
| ----------------------------------------- | --------------------------- | ----------------------- |
| Костандов, Леонид Аркадьевич (1915—1984)  | 2 октября 1965              | 4 ноября 1980           |
| Листов, Владимир Владимирович (1931—2014) | 5 ноября 1980               | 15 августа 1986         |
| Беспалов, Юрий Александрович (род. 1939)  | 15 августа 1986             | 27 июня 1989            |

27 июня 1989 года объединено с Министерство нефтеперерабатывающей и нефтехимической промышленности СССР и Министерством по производству минеральных удобрений СССР в одно — Министерство химической и нефтеперерабатывающей промышленности СССР и ликвидировано.

### Государственный комитет СМ СССР по химии
Образован 7 июня 1958 года на базе Министерства химической промышленности СССР.
| Имя                                      | Дата вступления в должность | Дата снятия с должности |
| ---------------------------------------- | --------------------------- | ----------------------- |
| Тихомиров, Сергей Михайлович (1905—1982) | 18 июня 1958                | 20 августа 1958         |
| Фёдоров, Виктор Степанович (1912—1990)   | 20 августа 1958             | 21 января 1963          |

Упразднён 21 января 1963 года.

### Министерство резиновой промышленности СССР
Образовано 15 марта 1946 года из одноимённого наркомата.
| Имя                                   | Дата вступления в должность | Дата снятия с должности |
| ------------------------------------- | --------------------------- | ----------------------- |
| Митрохин, Тихон Борисович (1902—1980) | 15 марта 1946               | 2 августа 1948          |

2 августа 1948 года объединено с Министерством химической промышленности СССР и ликвидировано.

### Министерство нефтеперерабатывающей и нефтехимической промышленности СССР
Образовано 2 октября 1965 года.
| Имя                                    | Дата вступления в должность | Дата снятия с должности |
| -------------------------------------- | --------------------------- | ----------------------- |
| Фёдоров, Виктор Степанович (1912—1990) | 2 октября 1965              | 18 октября 1985         |
| Лемаев, Николай Васильевич (1929—2000) | 18 октября 1985             | 27 июня 1989            |

27 июня 1989 года объединено с Министерством химической промышленности СССР и Министерством по производству минеральных удобрений СССР в одно — Министерство химической и нефтеперерабатывающей промышленности СССР.

### Министерство по производству минеральных удобрений СССР
Образовано 5 ноября 1980 года при разделении Министерства химической промышленности СССР.
| Имя                                        | Дата вступления в должность | Дата снятия с должности |
| ------------------------------------------ | --------------------------- | ----------------------- |
| Петрищев, Алексей Георгиевич (1924—1986)   | 5 ноября 1980               | 30 августа 1986         |
| Ольшанский, Николай Михайлович (род. 1939) | 6 сентября 1986             | 27 июня 1989            |

27 июня 1989 года объединено с Министерством химической промышленности СССР и Министерством нефтеперерабатывающей и нефтехимической промышленности СССР в одно — Министерство химической и нефтеперерабатывающей промышленности СССР.

### Министерство химической и нефтеперерабатывающей промышленности СССР
Образовано 27 июня 1989 года на базе Министерства химической промышленности СССР, Министерства нефтеперерабатывающей и нефтехимической промышленности СССР и Министерства по производству минеральных удобрений СССР.
| Имя                                    | Дата вступления в должность         | Дата снятия с должности        |
| -------------------------------------- | ----------------------------------- | ------------------------------ |
| Лемаев, Николай Васильевич (1929—2000) | 17 июля 1989                        | 24 сентября 1990               |
| Хаджиев, Саламбек Наибович (1941—2018) | 9 апреля 1991 и. о. 28 августа 1991 | 28 августа 1991 26 ноября 1991 |

Упразднено с 1 декабря 1991 года на основании Постановления Государственного совета СССР от 14 ноября 1991 года.

### Государственный комитет СССР по химии и биотехнологиям
Образован 1 апреля 1991 года.
| Имя                                 | Дата вступления в должность        | Дата снятия с должности        |
| ----------------------------------- | ---------------------------------- | ------------------------------ |
| Гусев, Владимир Кузьмич (1932—2022) | 11 июня 1991 и. о. 28 августа 1991 | 28 августа 1991 26 ноября 1991 |

Упразднен с 1 декабря 1991 года на основании Постановления Государственного совета СССР от 14 ноября 1991 года.

### Министерство лесной промышленности СССР
Образовано 15 марта 1946 года из одноимённого наркомата.
| Имя                                   | Дата вступления в должность | Дата снятия с должности |
| ------------------------------------- | --------------------------- | ----------------------- |
| Салтыков, Михаил Иванович (1906—1975) | 15 марта 1946               | 12 марта 1947           |
| Орлов, Георгий Михайлович (1903—1991) | 12 марта 1947               | 29 июля 1948            |

29 июля 1948 года объединено с Министерством целлюлозной и бумажной промышленности СССР в одно — Министерство лесной и бумажной промышленности СССР.
Вновь образовано 16 февраля 1951 года при разделении Министерства лесной и бумажной промышленности СССР.
| Имя                                   | Дата вступления в должность | Дата снятия с должности |
| ------------------------------------- | --------------------------- | ----------------------- |
| Орлов, Георгий Михайлович (1903—1991) | 16 февраля 1951             | 15 марта 1953           |

15 марта 1953 года объединено с Министерством бумажной и деревоперерабатывающей промышленности СССР в одно — Министерство лесной и бумажной промышленности СССР.
В третий раз образовано 19 апреля 1954 года при разделении Министерства лесной и бумажной промышленности СССР.
| Имя                                   | Дата вступления в должность | Дата снятия с должности |
| ------------------------------------- | --------------------------- | ----------------------- |
| Орлов, Георгий Михайлович (1903—1991) | 19 апреля 1954              | 10 мая 1957             |

10 мая 1957 года упразднено.
В четвёртый раз образовано 16 марта 1988 года на базе Министерства лесной, целлюлозно-бумажной и деревообрабатывающей промышленности СССР.
| Имя                                      | Дата вступления в должность | Дата снятия с должности |
| ---------------------------------------- | --------------------------- | ----------------------- |
| Бусыгин, Михаил Иванович (1931—2016)     | 28 марта 1988               | 7 июня 1989             |
| Мельников, Владимир Иванович (1935—2010) | 3 августа 1989              | 1 апреля 1991           |

Упразднено 1 апреля 1991 года.

### Министерство целлюлозной и бумажной промышленности СССР
Образовано 15 марта 1946 года из одноимённого наркомата.
| Имя                                    | Дата вступления в должность | Дата снятия с должности |
| -------------------------------------- | --------------------------- | ----------------------- |
| Орлов, Георгий Михайлович (1903—1991)  | 19 марта 1946               | 12 марта 1947           |
| Комаров, Сергей Михайлович (1905—1966) | 14 апреля 1947              | 28 ноября 1947          |
| Грачёв, Леонид Павлович (1907—1984)    | 28 ноября 1947              | 29 июля 1948            |

29 июля 1948 года объединено с Министерством лесной промышленности СССР в одно — Министерство лесной и бумажной промышленности СССР.

### Министерство лесной и бумажной промышленности СССР
Образовано 29 июля 1948 года на базе Министерства лесной промышленности СССР, Министерства целлюлозной и бумажной промышленности СССР и Главного управления гидролизной и сульфито-спиртовой промышленности при СМ СССР.
| Имя                                   | Дата вступления в должность | Дата снятия с должности |
| ------------------------------------- | --------------------------- | ----------------------- |
| Орлов, Георгий Михайлович (1903—1991) | 29 июля 1948                | 16 февраля 1951         |

16 февраля 1951 года разделено на Министерство лесной промышленности СССР и Министерство бумажной и деревоперерабатывающей промышленности СССР и ликвидировано.
Вновь образовано 15 марта 1953 года при объединении Министерства лесной промышленности СССР и Министерства бумажной и деревоперерабатывающей промышленности СССР.
| Имя                                   | Дата вступления в должность | Дата снятия с должности |
| ------------------------------------- | --------------------------- | ----------------------- |
| Орлов, Георгий Михайлович (1903—1991) | 15 марта 1953               | 19 апреля 1954          |

19 апреля 1954 года разделено на Министерство лесной промышленности СССР и Министерство бумажной и деревообрабатывающей промышленности СССР.

### Министерство бумажной и деревоперерабатывающей промышленности СССР
Образовано 16 февраля 1951 года при разделении Министерства лесной и бумажной промышленности СССР.
| Имя                                   | Дата вступления в должность | Дата снятия с должности |
| ------------------------------------- | --------------------------- | ----------------------- |
| Воронов, Иван Емельянович (1911—1969) | 16 февраля 1951             | 15 марта 1953           |

15 марта 1953 года объединено с Министерством лесной промышленности СССР в одно — Министерство лесной и бумажной промышленности СССР.

### Министерство бумажной и деревообрабатывающей промышленности СССР
Образовано 19 апреля 1954 года при разделении Министерства лесной и бумажной промышленности СССР. 10 августа 1955 года преобразовано из общесоюзного в союзно-республиканское.
| Имя                                    | Дата вступления в должность | Дата снятия с должности |
| -------------------------------------- | --------------------------- | ----------------------- |
| Вараксин, Фёдор Дмитриевич (1908—1975) | 19 апреля 1954              | 10 мая 1957             |

10 мая 1957 года упразднено.

### Государственный комитет СМ СССР по лесной, целлюлозно-бумажной, деревообрабатывающей промышленности и лесному хозяйству
Образован 22 января 1962 года.
| Имя                                   | Дата вступления в должность | Дата снятия с должности |
| ------------------------------------- | --------------------------- | ----------------------- |
| Орлов, Георгий Михайлович (1903—1991) | 22 января 1962              | 21 января 1963          |

21 января 1963 года упразднён и на его базе образован Государственный комитет по лесной, целлюлозно-бумажной, деревообрабатывающей промышленности и лесному хозяйству при Госплане СССР.

### Министерство лесной, целлюлозно-бумажной и деревообрабатывающей промышленности СССР
Образовано 2 октября 1965 года на базе упразднённого Государственного комитета по лесной, целлюлозно-бумажной, деревообрабатывающей промышленности и лесному хозяйству при Госплане СССР.
| Имя                                        | Дата вступления в должность | Дата снятия с должности |
| ------------------------------------------ | --------------------------- | ----------------------- |
| Тимофеев, Николай Владимирович (1913—1988) | 2 октября 1965              | 11 июня 1968            |

11 июня 1968 года разделено на Министерство лесной и деревообрабатывающей промышленности СССР и Министерство целлюлозно-бумажной промышленности СССР.
Вновь образовано 30 октября 1980 года при объединении Министерства лесной и деревообрабатывающей промышленности СССР и Министерства целлюлозно-бумажной промышленности СССР.
| Имя                                   | Дата вступления в должность | Дата снятия с должности |
| ------------------------------------- | --------------------------- | ----------------------- |
| Шалаев, Степан Алексеевич (1929—2022) | 30 октября 1980             | 11 марта 1982           |
| Бусыгин, Михаил Иванович (1931—2016)  | 31 марта 1982               | 16 марта 1988           |

16 марта 1988 года преобразовано в Министерство лесной промышленности СССР.

### Министерство целлюлозно-бумажной промышленности СССР
Образовано 11 июня 1968 года при разделении Министерства лесной, целлюлозно-бумажной и деревообрабатывающей промышленности СССР.
| Имя                                       | Дата вступления в должность | Дата снятия с должности |
| ----------------------------------------- | --------------------------- | ----------------------- |
| Галаншин, Константин Иванович (1912—2011) | 11 июня 1968                | 30 октября 1980         |

30 октября 1980 года объединено с Министерством лесной и деревообрабатывающей промышленности СССР в одно — Министерство лесной, целлюлозно-бумажной и деревообрабатывающей промышленности СССР.

### Министерство лесной и деревообрабатывающей промышленности СССР
Образовано 11 июня 1968 года при разделении Министерства лесной, целлюлозно-бумажной и деревообрабатывающей промышленности СССР.
| Имя                                        | Дата вступления в должность | Дата снятия с должности |
| ------------------------------------------ | --------------------------- | ----------------------- |
| Тимофеев, Николай Владимирович (1913—1988) | 3 июля 1968                 | 30 октября 1980         |

30 октября 1980 года объединено с Министерством целлюлозно-бумажной промышленности СССР в одно — Министерство лесной, целлюлозно-бумажной и деревообрабатывающей промышленности СССР.

### Министерство медицинской промышленности СССР
Образовано 14 июня 1946 года на базе предприятий химико-фармацевтической, медико-инструментальной и протезной промышленности Министерства здравоохранения СССР и Министерств социального обеспечения союзных республик.
| Имя                                     | Дата вступления в должность | Дата снятия с должности |
| --------------------------------------- | --------------------------- | ----------------------- |
| Третьяков, Андрей Фёдорович (1905—1966) | 14 июня 1946                | 1 марта 1948            |

1 марта 1948 года ликвидировано и на его базе создано Главное управления медицинской промышленности Министерства здравоохранения СССР.
Вновь образовано 25 апреля 1967 года.
| Имя                                            | Дата вступления в должность | Дата снятия с должности |
| ---------------------------------------------- | --------------------------- | ----------------------- |
| Гусенков, Пётр Васильевич (1905—1975)          | 25 апреля 1967              | 26 января 1975          |
| Мельниченко, Афанасий Кондратьевич (1923—2008) | 22 мая 1975                 | 21 ноября 1985          |

21 ноября 1985 года преобразовано в Министерство медицинской и микробиологической промышленности СССР.
В третий раз образовано 27 июня 1989 года на базе Министерства медицинской и микробиологической промышленности СССР.
| Имя                                   | Дата вступления в должность | Дата снятия с должности |
| ------------------------------------- | --------------------------- | ----------------------- |
| Быков, Валерий Алексеевич (род. 1938) | 17 июля 1989                | 1 апреля 1991           |

Упразднено 1 апреля 1991 года.

### Министерство медицинской и микробиологической промышленности СССР
Образовано 21 ноября 1985 года на базе Министерства медицинской промышленности СССР и Главного управления микробиологической промышленности при СМ СССР.
| Имя                                   | Дата вступления в должность | Дата снятия с должности |
| ------------------------------------- | --------------------------- | ----------------------- |
| Быков, Валерий Алексеевич (род. 1938) | 21 ноября 1985              | 27 июня 1989            |

27 июня 1989 года преобразовано в Министерство медицинской промышленности СССР.

## Министерства промышленности Российской Федерации

### Министерство промышленности РСФСР — Российской Федерации
Образовано 14 июля 1990 года.
| Имя                                      | Дата вступления в должность | Дата снятия с должности |
| ---------------------------------------- | --------------------------- | ----------------------- |
| Кисин, Виктор Иванович (род. 1941)       | 14 июля 1990                | 15 ноября 1991          |
| Титкин, Александр Алексеевич (1948—1999) | 15 ноября 1991              | 30 сентября 1992        |

25 декабря 1991 Верховный Совет РСФСР принял закон о переименовании РСФСР в Российскую Федерацию. 21 апреля 1992 года Съезд народных депутатов РСФСР внес соответствующие изменения в Конституцию РСФСР, которые вступили в силу 16 мая 1992 года

### Государственный комитет РФ по промышленной политике
30 сентября 1992 года на базе упраздненного Министерства промышленности Российской Федерации образован Государственный комитет Российской Федерации по промышленной политике.
| Имя                                 | Дата вступления в должность | Дата снятия с должности |
| ----------------------------------- | --------------------------- | ----------------------- |
| Шурчков, Игорь Олегович (1950—2012) | 10 января 1993              | 11 декабря 1994         |

### Министерство оборонной промышленности Российской Федерации
Образовано в 8 мая 1996 года на базе Государственного комитета Российской Федерации по оборонным отраслям промышленности.
| Имя                               | Дата вступления в должность | Дата снятия с должности |
| --------------------------------- | --------------------------- | ----------------------- |
| Пак, Зиновий Петрович (род. 1939) | 8 мая 1996                  | 17 марта 1997           |

17 марта 1997 года ликвидировано с передачей его функций Министерству экономики Российской Федерации и Государственному комитету Российской Федерации по связи и информатизации.

### Министерство промышленности Российской Федерации
Образовано 14 августа 1996 года на базе Государственного комитета Российской Федерации по промышленной политике.
| Имя                                      | Дата вступления в должность | Дата снятия с должности |
| ---------------------------------------- | --------------------------- | ----------------------- |
| Беспалов, Юрий Александрович (род. 1939) | 22 августа 1996             | 17 марта 1997           |

17 марта 1997 года ликвидировано с передачей его функций Министерству экономики Российской Федерации.

### Министерство промышленности и торговли Российской Федерации
Образовано 30 апреля 1998 года на базе Министерства внешних экономических связей и торговли Российской Федерации с передачей части функций в сфере промышленности Министерства экономики Российской Федерации.
| Имя                                            | Дата вступления в должность | Дата снятия с должности |
| ---------------------------------------------- | --------------------------- | ----------------------- |
| Габуния, Георгий Валерьевич, и. о. (1952—2000) | 8 мая 1998                  | 23 июля 1998            |
| Маслюков, Юрий Дмитриевич (1937—2010)          | 23 июля 1998                | 11 сентября 1998        |

Упразднено 22 сентября 1998 года (Указ Президента Российской Федерации от 22 сентября 1998 года № 1142).

### Министерство промышленности, науки и технологий Российской Федерации
Образовано 17 мая 2000 года с передачей ему функций упразднённого Министерства науки и технологий Российской Федерации, а также части функций упразднённых Министерства торговли Российской Федерации и Министерства экономики Российской Федерации.
| Имя                                              | Дата вступления в должность | Дата снятия с должности |
| ------------------------------------------------ | --------------------------- | ----------------------- |
| Дондуков, Александр Николаевич (род. 1954)       | 17 мая 2000                 | 17 октября 2001         |
| Клебанов, Илья Иосифович (род. 1951)             | 17 октября 2001             | 1 ноября 2003           |
| Фурсенко, Андрей Александрович и. о. (род. 1949) | 1 ноября 2003               | 9 марта 2004            |

Упразднено 9 марта 2004 года.

### Министерство промышленности и энергетики Российской Федерации
Образовано 9 марта 2004 года из части реорганизуемого Министерства промышленности, науки и технологий Российской Федерации и Министерства энергетики Российской Федерации.
| Имя                                     | Дата вступления в должность | Дата снятия с должности |
| --------------------------------------- | --------------------------- | ----------------------- |
| Христенко, Виктор Борисович (род. 1957) | 9 марта 2004                | 12 мая 2008             |

12 мая 2008 года упразднено.

### Министерство промышленности и торговли Российской Федерации
Образовано 12 мая 2008 года путем перераспределения функций Министерства промышленности и энергетики Российской Федерации и Министерства экономического развития и торговли Российской Федерации.
| Имя                                      | Дата вступления в должность | Дата снятия с должности |
| ---------------------------------------- | --------------------------- | ----------------------- |
| Христенко, Виктор Борисович (род. 1957)  | 12 мая 2008                 | 31 января 2012          |
| Мантуров, Денис Валентинович (род. 1969) | 21 мая 2012                 | 14 мая 2024             |
| Алиханов, Антон Андреевич (род. 1985)    | c 14 мая 2024               | настоящее время         |